# 150 Nord 5.001 à 5.022 et 5.031 à 5.120
Les Decapod 5.001 à 5.022 et 5.031 à 5.120 sont des locomotives à vapeur à tender séparé de la Compagnie des chemins de fer du Nord. Affectées aux trains de marchandises, elles deviennent, au 1er janvier 1938, les 2-150 A 1 à 112 SNCF.

## Genèse
Les 5.001 et 5.002 sont des prototypes.
À partir de 1942, des 150 A sont transformées en 150 C

## Construction
La construction des machines s'étale sur plusieurs années par : 
- La Société alsacienne de constructions mécaniques
- La Société française de constructions mécaniques à Denain succédant aux Anciens Établissements Cail
- Les Ateliers de la Compagnie du Nord

| Nord N°        | SNCF N°          | Quantité | Constructeurs | N° de série | Année | Commentaire |
| -------------- | ---------------- | -------- | ------------- | ----------- | ----- | ----------- |
| 5.001 et 5.002 | 2-150 A 1 et 2   | 2        | La Chapelle   | -           | 1912  | prototypes  |
| 5.003 à 5.006  | 2-150 A 3 à 7    | 4        | La Chapelle   | -           | 1912  |             |
| 5.016 et 5.017 | 2-150 A 16 et 17 | 2        | Hellemmes     | -           | 1912  |             |
| 5.007 à 5.015  | 2-150 A 7 à 15   | 9        | La Chapelle   | -           | 1920  |             |
| 5.018 à 5.022  | 2-150 A 18 à 22  | 5        | Hellemmes     | -           | 1920  |             |
| 5.031 à 5.050  | 2-150 A 23 à 42  | 20       | SFCM          | 4061-4080   | 1928  |             |
| 5.051 à 5.100  | 2-150 A 43 à 92  | 50       | SACM          | 7182-7231   | 1921  |             |
| 5.101 à 5.120  | 2-150 A 93 à 112 | 20       | SFCM          | 4087-4106   | 1929  |             |

## Description

### Machine
Les Decapod Nord étaient des locomotives compound à 4 cylindres et surchauffeur.

### Tenders
Les 150 A ont été accouplées aux tenders 17 A durant leurs carrières. Ils étaient à 3 essieux et avaient une capacité de 17 m3 d'eau et 6 tonnes de charbon. Ces tenders furent par la suite modifiés avec une rehausse de hotte à combustible.

### Livrée
Les Decapod sortent d'usine dans la livrée des machines compound du réseau Nord. C'est-à-dire en marron chocolat avec filets jaunes et traverses rouges.
Après la nationalisation de 1938, la livrée appliquée progressivement est le classique vert extérieur 306 et noir. Les locomotives ne reçurent pas de plaque moulée mais des marquages peints, habituels à la région Nord SNCF.

## Modélisme
À l'échelle HO, l'artisan français Flèche d'or a jadis fabriqué un kit en résine des 150 A.